# Вајсбах (Хоенлое)
Вајсбах (њем. Weißbach) општина је у њемачкој савезној држави Баден-Виртемберг. Једно је од 16 општинских средишта округа Хоенлое. Према процјени из 2010. у општини је живјело 2.153 становника. Посједује регионалну шифру (AGS) 8126086.

## Географски и демографски подаци
Вајсбах се налази у савезној држави Баден-Виртемберг у округу Хоенлое. Општина се налази на надморској висини од 201 метра. Површина општине износи 12,8 km². У самом мјесту је, према процјени из 2010. године, живјело 2.153 становника. Просјечна густина становништва износи 169 становника/km².